# Alliance du trône et de l'autel
Pour les articles homonymes, voir Trône (homonymie).
L'Alliance du trône et de l'autel est le nom donné à la relation privilégiée entretenue entre, d'une part, les monarchies catholiques de l'Europe, et d'autre part, la hiérarchie de l'Église catholique romaine.

## Histoire
Dans l'Ancien Régime français, les dynasties de Clovis, Pépin le Bref et Hugues Capet avaient scellé une alliance éternelle avec le pape à la suite du baptême de Clovis. Les liens unissant l'Église et les souverains étaient visibles dans l'aristocratie et la noblesse, qui avaient fait vœu d'œuvrer à la défense de l'Église, conçue comme l'épouse et le royaume du Christ.             
En Espagne et au Portugal, cette alliance se montre visible avec la bénédiction papale accordée aux rois catholiques. Avant sa rupture avec la papauté, le roi d'Angleterre Henri VIII avait obtenu le titre de Défenseur de la foi. En Autriche-Hongrie, la dynastie des Habsbourg se fait l'avocate de l'Église romaine au cours de la Réforme. La coutume de l'époque est de construire une chapelle royale dans chaque grand palais princier. 
Dans les bulles et brefs pontificaux, le pape appelait les rois et les reines Mon fils ou Ma fille. Plusieurs monarques ou princes ont déjà été canonisés ou béatifiés, dont spécialement Louis IX de France et Ferdinand III de Castille. Le roi Louis XIII est fameux pour avoir consacré toute la France à la Sainte Vierge.
L'origine théologique de cette alliance peut être décelée dans les écrits de Méliton de Sardes, qui vante les vertus d'un rapprochement entre le Christ et l'Empereur. Le premier souverain à parvenir à une telle union fut Théodose Ier dans l'Empire byzantin. D'autres empereurs suivirent, dont spécialement Gratien, Constantin Ier et Charlemagne.
Le schéma opposé à la situation d'alliance est la séparation des Églises et de l'État, situation qui prévaut en France depuis le XXe siècle. À l'époque, le pape Pie IX avait tout fait pour conserver son droit de présider à la destinée politique de l'Europe. 
Plusieurs encycliques du XIXe siècle dénoncent l'influence des « sectes maçonniques », du libéralisme, du socialisme, du révolutionnarisme, du matérialisme, du rationalisme et du communisme, dont spécialement Quanta Cura, Mirari Vos, Qui Pluribus et Christianae reipublicae salus. 
La rupture entre le trône et l'autel a été plutôt brusque, puisqu'elle procéda de la Révolution française. Une tentative de renouer l'alliance survint lors des traités concluant la Sainte-Alliance, mais celle-ci fut à nouveau rompue à la suite du Printemps des peuples. 